# Falsoropica
Falsoropica is een kevergeslacht uit de familie van de boktorren (Cerambycidae). De wetenschappelijke naam van het geslacht werd voor het eerst geldig gepubliceerd in 1939 door Breuning.

## Soorten
Falsoropica omvat de volgende soorten:
- Falsoropica albopunctata Breuning & Villiers, 1983
- Falsoropica clavipes Breuning, 1939
- Falsoropica grossepunctata Breuning, 1965
- Falsoropica hawaiana Breuning, 1982
- Falsoropica javaensis Breuning, 1982
- Falsoropica lata Breuning, 1960
- Falsoropica minuta Breuning, 1961
- Falsoropica orousseti Breuning & Villiers, 1983
- Falsoropica sikkimensis Breuning, 1973
- Falsoropica tonkinensis Breuning, 1960